# Славяно-Британский легион
Славяно-Британский легион —  антибольшевистское воинское подразделение, сформированное руководством Британского экспедиционного корпуса на Севере России во время Гражданской войны из русских добровольцев и британских офицеров.

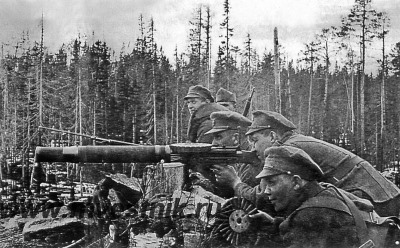
Солдаты Славяно-Британского легиона

## История создания
Решение о формировании Славяно-Британского легиона было принято 14 июня 1918 г.
Легион должен был стать основой белогвардейских сил на Севере летом 1918 г, несмотря на то, что первым пунктом контракта с новобранцами было невмешательство Великобритании во внутренние дела России. Легион начал создаваться непосредственно после высадки британских экспедиционных сил на Севере России. По инициативе командующего Британским экспедиционным корпусом на Севере России Эдмунда Айронсайда.

А. А. Казаков с сослуживцами из Славяно-Британского легиона

Первым сформированным подразделением легиона был батальон, названный в честь погибшего в боях с большевиками капитана Дайера — первого командира этого подразделения. Вскоре был создан второй батальон, названный в честь его командира — капитана Берка. Военнослужащие, проходившие службу в легионе, не имели прав на продолжение службы в британской армии и были связаны с британским командованием особыми контрактами. В легионе служили люди разных национальностей: русские, канадцы, поляки, финны, литовцы, мадьяры, ирландцы, чехи, эстонцы.
Вскоре по предложению английского полковника Моунда под руководством известного русского офицера-авиатора А. А. Казакова, получившего чин лейтенанта Королевских Воздушных Сил, был сформирован Славяно-Британский авиационный корпус. 15 августа 1918 Архангельске Казаков сформировал 1-й Славяно-Британский авиационный отряд. Отряд базировался на станции Обозерская в 123 верстах к югу от Архангельска. В составе отряда находились как русские, так и британские лётчики (в частности, дивизион «Де Хэвилендов» DH.9 под командованием капитана Робинсона). 11 сентября 1918 г. был сформирован 2-й Славяно-Британский авиационный отряд под командованием капитана Белоусовича.

Лётчики Славяно-Британского авиационного корпуса. Зима 1918—1919 гг.

Все солдаты Славяно-Британского легиона носили английскую униформу (за исключением герба на фуражке). Русские офицеры, поступавшие на службу в легион, носили отличительные знаки британских офицеров. По распоряжению командующего Британским экспедиционным корпусом генерала Айронсайда все военнослужащие легиона получали британские продовольственные пайки и обеспечивались оружием и боеприпасами. Был создан орденский знак отличия за службу в легионе, имевший вид адамовой головы с мечами на кресте белого металла, покрытого красной эмалью. К легиону были прикомандированны несколько британских и русских офицеров. Рядовые военнослужащие легиона получали жалование в размере 100 рублей ежемесячно. Помощником командующего легиона стал опытный офицер капитан В. Н. Гомолицкий. К легиону принадлежали офицерская пехотная школа на Бакарице, артиллерийская школа и некоторые русские части (Беломорский конно-горский отряд под командованием ротмистра А. А. Берса, артиллерийский дивизион подполковника Г. А. Рождественского).

## Состав
- батальон (затем — полк) капитана Дайера.
- батальон капитана Берка
- артиллерийский дивизион (командующий — подполковник Г. А. Рождественский)
- Беломорский конно-горский отряд (полк) Командующий — ротмистр А. А. Берс
- Славяно-Британский авиационный корпус (Slavo-British Air Corps, SBAC; командующий — полковник А. А. Казаков)
- ледокольный пароход «Бонавенчур» (до зачисления в состав Британского флота именовавшийся «Русанов»)
- Эскадрон Особого Назначеия при Штабе Важской Колонны - ротмистр Матвеев Ласси.[2]

## Участие в боевых действиях
Аэропланы легиона вели активную борьбу против войск красной 6-й армии на Северной Двине. После их первых успехов красное командование усилило свою воздушную группировку (сюда периодически поступали самолёты из Петрограда), в результате этот участок фронта стал одной из самых ожесточённых арен воздушной борьбы. Так, по инициативе А. А. Казакова в июне 1919 года была организована комбинированная операция: групповой налёт с высадкой диверсионного десанта с катеров) на гидроаэродром красных у деревни Пучужская, итогом которого стали повреждённые и уничтоженные 11 гидросамолётов и сожжённые походные ангары гидроавиабазы. Впрочем, в качестве ответа красные немедленно совершили групповой налёт на аэродром и речные суда легиона и англичан.
Дисциплина и моральный дух в легионе были на порядок ниже, чем в параллельно сформированной роте Французского Иностранного легиона, несмотря на это, легион вначале пополнился значительным количеством русских офицеров, не желавших служить в полуразложившихся частях белогвардейской Северной армии или недовольных характером новой власти. Эти офицеры зачастую шли в легион рядовыми (но зимой 1918—1919 гг. большое число офицеров перевелось в русские части). Как бы то ни было, но на добровольческой основе легион пополнялся крайне медленно, в связи с чем в легион было принудительно мобилизовано до тысячи человек.

## Восстание в июле 1919 г
В июле 1919 г. в частях легиона вспыхнуло пробольшевистское восстание. Солдаты подняли бунт, арестовали и расстреляли своих офицеров. Восставшие легионеры попытались перебежать линию фронта и прорваться к частям Красной Армии, но были окружены солдатами 3-го Северного полка. Часть мятежников сдалась, не оказав сопротивления, некоторым удалось вырваться из окружения и бежать. По распоряжению британского командования попавшие в плен зачинщики бунта были расстреляны без суда и следствия. Восстание очень скоро стало достоянием британской прессы, а впоследствии инцидент озвучивался на парламентских слушаниях в Лондоне. Легион прекратил своё существование с эвакуацией Британского экспедиционного корпуса в сентябре 1919 г. Чины легиона, не пожелавшие оставаться в России, были эвакуированы союзными войсками в Европу.